# Bishōjo

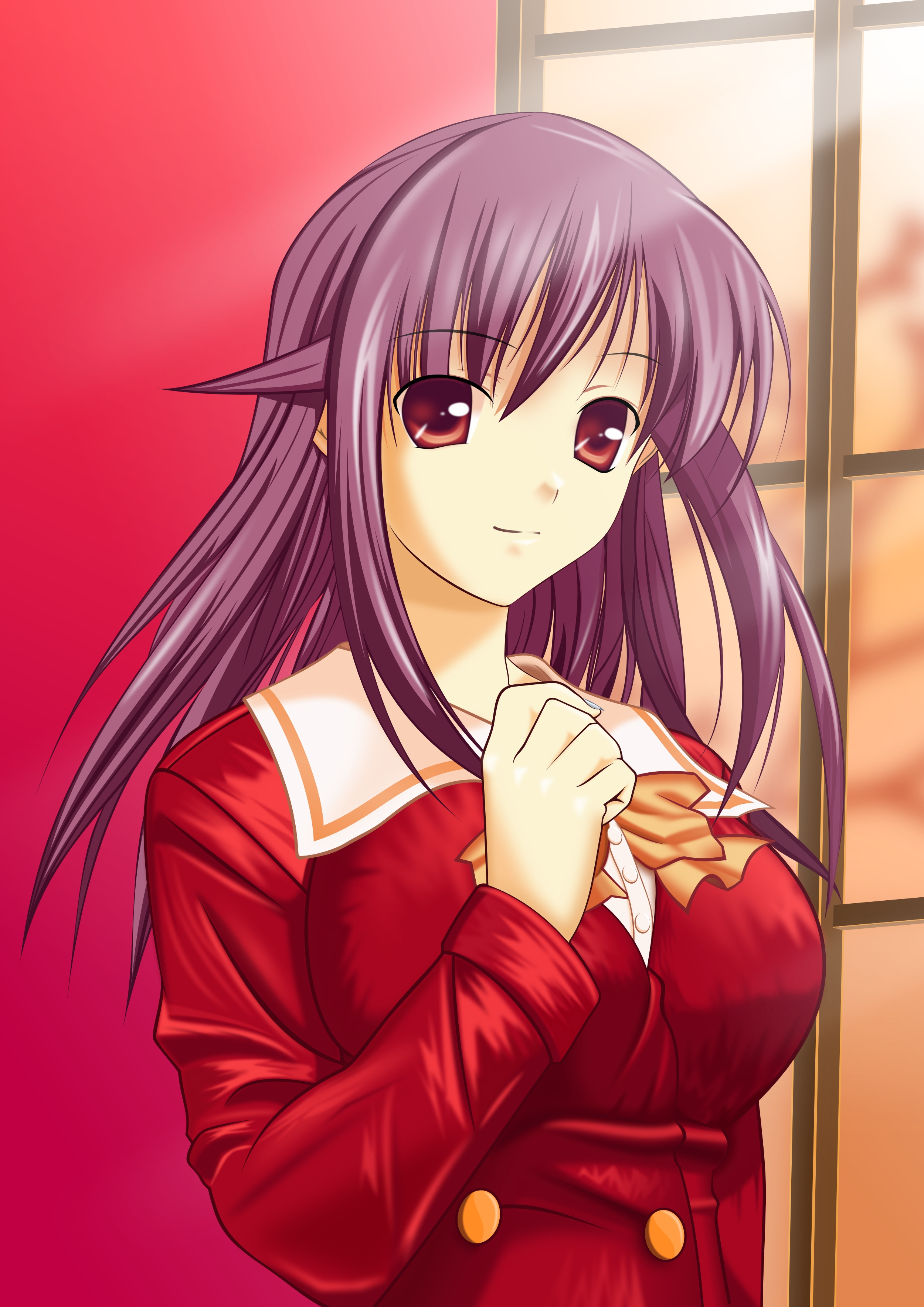
Beispiel einer Bishōjo

Der Begriff Bishōjo (jap. 美少女, dt. „schönes Mädchen“) ist die japanische Bezeichnung für das idealtypische Bild einer schönen jungen Frau. Das Gegenstück für Männer heißt Bishōnen.

## Bedeutung im Zusammenhang mit Animes und Mangas
Der Begriff Bishōjo bezieht sich auf Animes oder Mangas, die schöne junge Mädchen darstellen, üblicherweise im Schulalter, und findet sich in vielen Genres.
Die Bishōjo sind stark an den Vorlieben der männlichen Zuschauer orientiert, da die Attraktivität weiblicher Charaktere dort tendenziell als ein primärer Anziehungsfaktor dient. Aus diesem Grund werden Bishōjo zu Marketingzwecken in den meisten Animes als Fanservice mit eingebunden.
Der Begriff Bishōjo ist teilweise identisch mit dem Begriff Moe, der sich auf die Eigenschaft, auf das männliche Publikum zu wirken, bezieht. Weiterhin können einige Bishōjo-Charaktere mit dem Begriff Kawaii beschrieben werden, der für „liebenswert“, „süß“, „kindlich“ oder „attraktiv“ steht.